# Pancoastburg
Pancoastburg – jednostka osadnicza w Stanach Zjednoczonych, w stanie Ohio, w hrabstwie Fayette.